# Els Tints

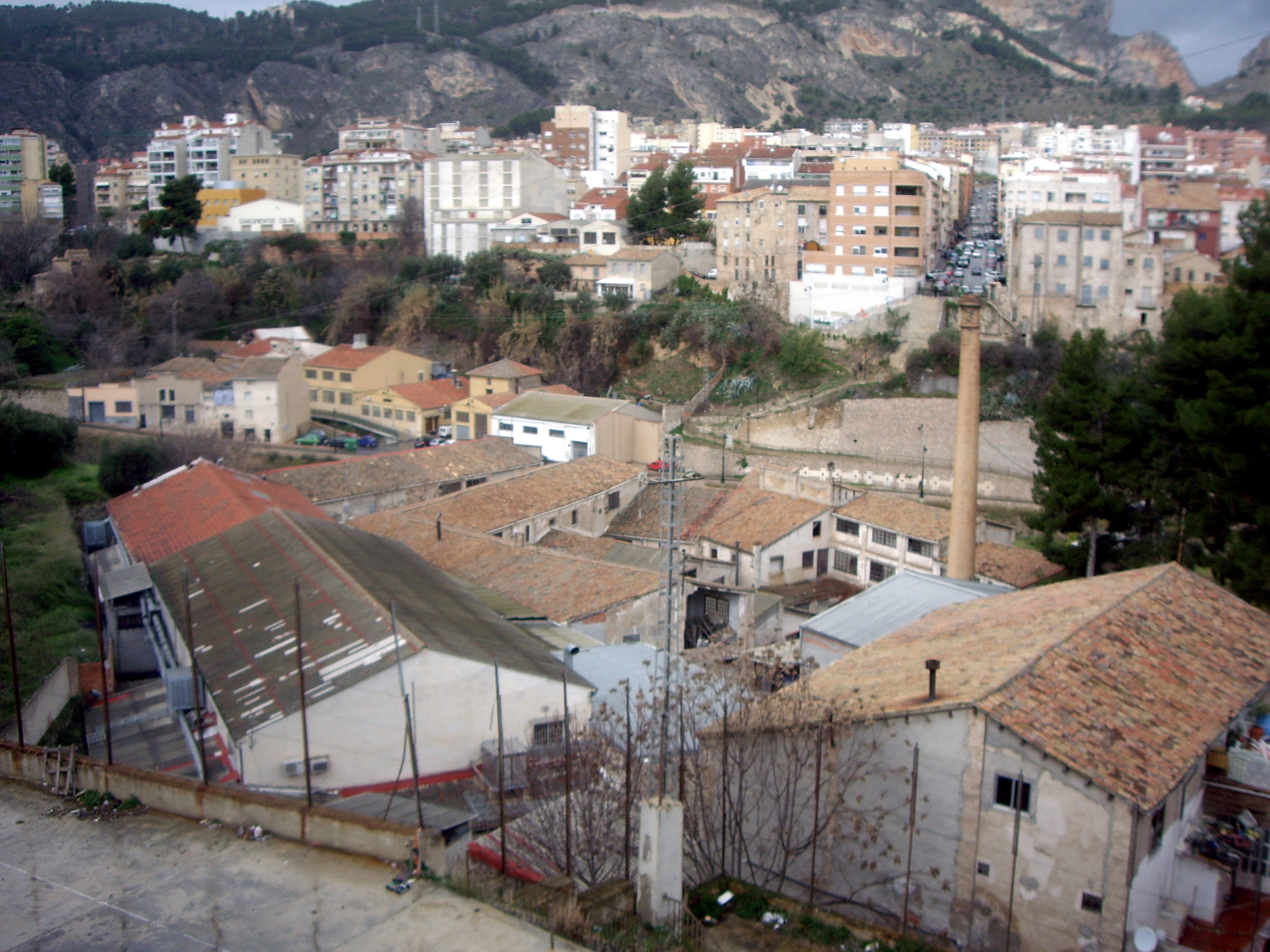
Els Tints (Alcoi)

La partida dels Tints va aparèixer a les acaballes del segle xix, als voltants de la desembocadura del Barranquet de Soler en el riu Riquer. És una de les zones més baixes d'altura de la ciutat.
En aquesta zona, pel que sembla, s'hi van construir les primeres instal·lacions hidràuliques de la manufactura drapera alcoiana. El primer tint data del 1310. Al segle xv, se'n van construir dos més. Al llarg dels segles xvi fins al segle xviii, van anar construint-se'n de nous. Durant el segle xix, ja en plena etapa de la industrialització, la partida va començar a ser nomenada com a Partida dels Tints.
La zona té una gran quantitat de naixements d'aigua que eren aprofitats per les indústries per a tenyir les teles, tirant el líquid sobrant al riu, cosa per la qual les aigües del Riquer apareixien tenyides de qualsevol color menys del seu propi durant tot l'any. En l'actualitat, tant per la crisi econòmica i pel trasllat de les empreses a polígons industrials o altres poblacions ha decaigut la seua utilització. La riuada de 1986, va ser desastrosa per a les indústries ubicades en la zona. Algunes d'estes empreses han sigut assenyalades de provocar algun dels brots de legionel·losi de la ciutat.
Amb les obres de rehabilitació del riu s'ha transformat en una zona de passeig.
Està envoltada pels barris: Centre, l'Eixample, i Santa Rosa.

## Fàbriques

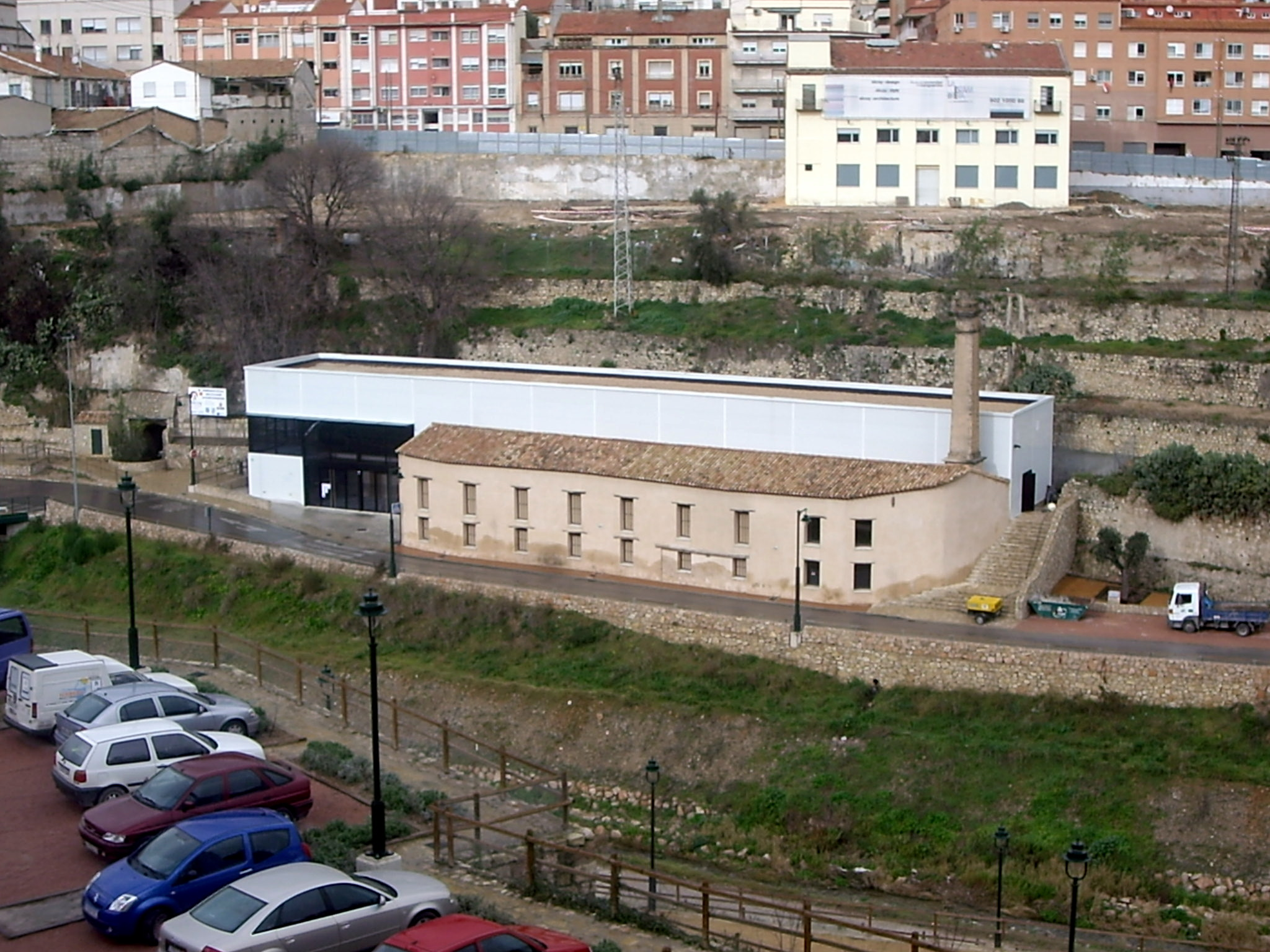
Centre d'interpretació turística d'Alcoi. Els Tints (Alcoi)

- Tint de l'Ofici. Es tracta, probablement, d'un edifici construït en la mateixa ubicació d'un tint del 1400. El 1724 passaria a denominar-se com a Tint de la Reial Fàbrica de Draps.
- Tint de Sant Jordi. Construït el 1746.
- Tint de "Chordi". Documentat des del 1793.
- Tint de Rafael Carbonell. Documentat des del 1720.
- Tint d'Yrles o de Sanz. Probablement també del 1400.
- Tint de Vitòria. Incorporat posteriorment al tint de la Bolta.
- Tint de Lluch. Construït el 1754.
- Fàbrica de Petit. Construïda a mitjans del segle xix.[1]

## Topònims
Barranc de Na Lloba, Camí antic de Madrid, Hortet del Pobre, Mas de la Sénia, Pont antic de Sant Roc, Riu Uxola.